# Balogh Andor (újságíró)
Balogh Andor (Sókút, 1846. szeptember 5. – Budapest, 1887. május 13.) országgyűlési gyorsíró, ügyvéd, újságíró.

## Élete
Apja Balogh András evangélikus lelkész volt; a gimnáziumot Rozsnyón s Eperjesen végezte, a jogot ugyanott hallgatta; egyúttal elsajátítva a gyorsírást, abból a jogászok számára tanfolyamot nyitott.
1866. szeptember 16-án Pestre ment Ghyczy Gyula ügyvéd irodájába. 1867. szeptember 25-én felvették a királyi táblához joggyakornoknak. Emellett egyetemi jogi előadásokat hallgatott. 1868. szeptember 28-án szerezte meg ügyvédi oklevelét. Ugyanazon év december 7-én országgyűlési gyorsírónak nevezték ki. 1873 májusában a Nemzeti Dalkör elnöke lett.
A gyorsírói körökben főképp tankönyvével, mely a gyorsírási irodalomban új irányt kezdeményezett, számos szakbeli és polemikus cikkével, valamint szívós agitátori képességével szerzett nevet. Sok évig lelkes tanítója volt a gyorsírásnak Budapesten, az egyetemen és a IV. kerületi főreáliskolában (1877. szeptember 12-étől 1878. június 30-áig). Külön gyorsíró kört is alapított Gabelsberger-egyesület néven s annak számára hivatalos lapot (Gabelsberger Gyorsiró) szerkesztett (1872. január 10-étől), mely azonban, mint maga az egyesület is, rövid életű volt.
Balogh korán kezdett betegeskedni, s emiatt hivatalától is megvált; irodalmi s egyéb működését abba kellett hagynia. Hosszas szenvedés után szegényen halt meg.
A Bolond Miska című élclapnak 1874. júniustól rendes munkatársa volt. Tárcákat írt a Fővárosi Lapokba (1884) és az Ország-Világba (1885).

## Művei
- A magyar gyorsirás rendszere. (Budapest, 1875.)
- Válaszom Markovits Ivánnak. (Budapest, 1875.)